# Limena

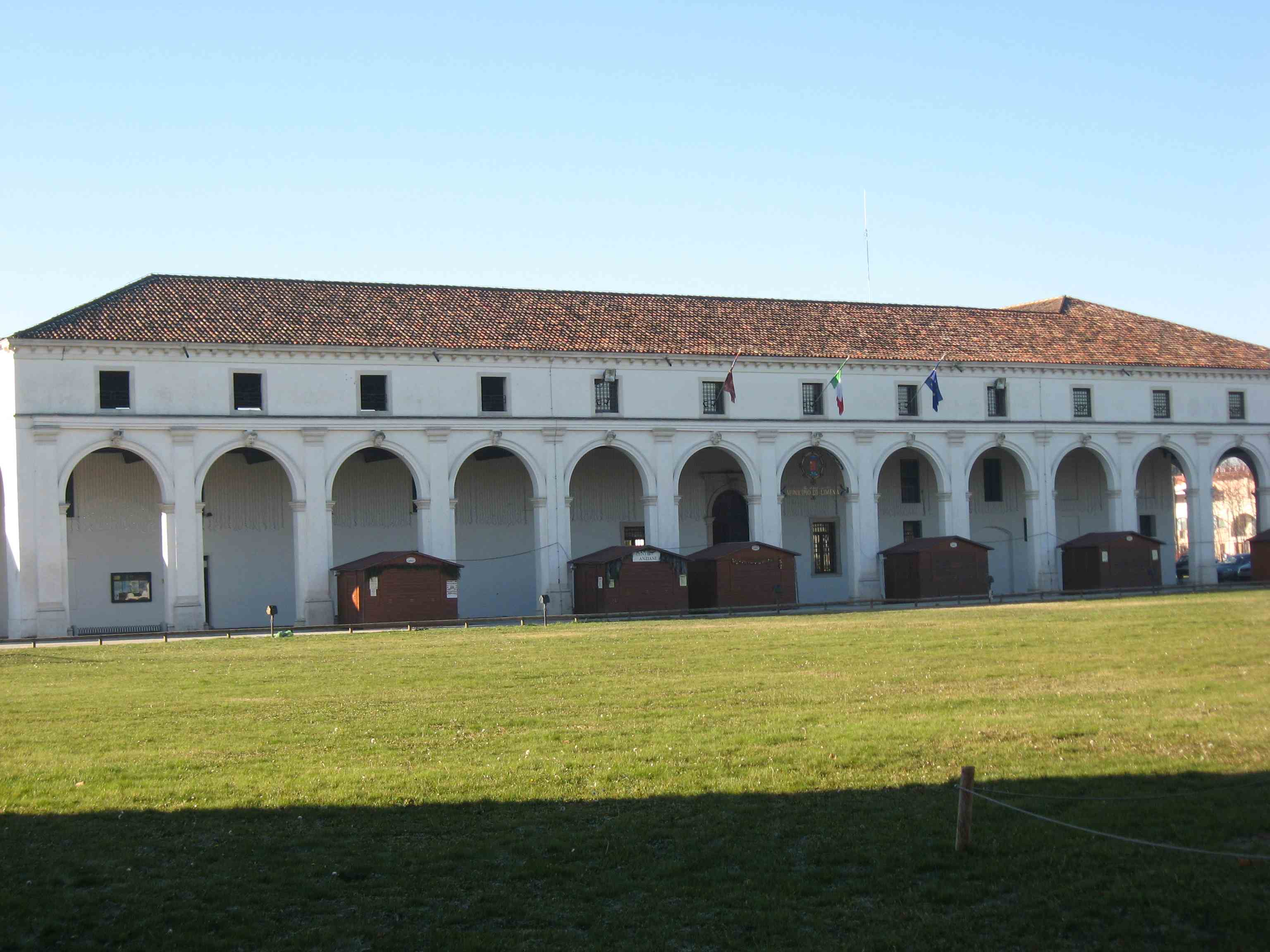
Barchessa, Sitz der Stadtverwaltung

Limena ist eine italienische Gemeinde (comune) mit 8219 Einwohnern (Stand 31. Dezember 2023) in der Provinz Padua, Region Venetien.

## Geographie
Der sich auf einer Fläche von etwa 15 km² erstreckende Ort liegt etwa 35 km westlich von Venedig und sechs km nördlich von Padua, angrenzende Gemeinden sind Curtarolo, Padua, Piazzola sul Brenta, Vigodarzere und Villafranca Padovana. Östlich des Ortes fließt die Brenta, im Norden wird der Brenta-Kanal aus dem Fluss ausgeleitet, der im Westen am Ort vorbeigeführt wird.